# Tina de Jarque
Constantina de Jarque Castro (Barcelona, 25 de enero de 1906-Valencia, 23 de enero de 1937), más conocida como Tina de Jarque fue una vedette, actriz y cantante española. Fue una de las vedettes más populares en las primeras décadas del siglo XX participando en multitud de revistas y diversas películas en lugares como Alemania o Estados Unidos.

## Biografía
Nació en el seno de una familia de artistas circenses muy conocida en la época ya que provenían de una gran dinastía de trapecistas y equilibristas. Fue una muchacha hermosa que desde muy pequeña mostró talento, que hablaba cuatro idiomas y que consiguió labrarse prontamente una carrera artística en el mundo del cine, el teatro y la canción. Su presentación en Madrid se produjo en abril de 1921 el en desaparecido teatro Romea de la calle Carretas.
Según se dice fue una mujer de corazón bondadoso, siempre dispuesta a ayudar a todo aquel que lo pidiera pero lastraba una imagen de frivolidad y moral disoluta al ser pionera en mostrarse desnuda en los escenarios. Desde inicios de los años 20 hasta mediados de los años 30 fue una de las artistas más consagradas del panorama nacional, poseedora de una personalidad arrebatadora la cual le valió para relacionarse con hombres de negocios muy ricos los cuales constituyeron muchos problemas para ella.
Tina fue detenida en noviembre de 1936 en Madrid por Abel Domínguez, un anarquista ex-legionario al que le disgustaban la disciplina y las normas del ejército pero que después de detenerla se enamoró perdidamente de ella. Posteriormente fue acusada de robo de joyas y espionaje, por lo que fue fusilada.

## Controversia
Existen ciertas variaciones acerca de la historia que rodea a la polémica vedette, ya que algunas personas afirmaron en su día que logró escapar hacia Francia con una identidad falsa aunque esto nunca ha sido finalmente demostrado con pruebas fehacientes.
Finalmente el 30 de abril de 2013 con motivo de la salida al mercado de un libro  sobre la artista, se desvelaron todas las incógnitas gracias a la rigurosa investigación llevada a cabo por su autor, Alfonso Domingo. Ahora se sabe con exactitud que sus restos mortales fueron depositados en el Cementerio de Valencia. Es posible que se pueda proceder a la exhumación del cuerpo después de obtener los permisos necesarios de sus familiares vivos para darle un entierro digno.

## Filmografía
| Año  | Título                | Papel    | Notas                       |
| ---- | --------------------- | -------- | --------------------------- |
| 1922 | Bigamia               | Gitana   | Película rodada en Alemania |
| 1924 | La medalla del torero | Amparo   | Tragedia                    |
| 1925 | La mala ley           | María    | Tragedia                    |
| 1936 | Carne de fieras       | Adúltera | Estrenada en 1992           |